# Vägen till Rukajärvi
Vägen till Rukajärvi (originaltitel: Rukajärven tie, titel i Sverige: Bakhåll) är en finsk krigsfilm i regi av Olli Saarela. Filmen hade premiär den 22 januari 1999. 

## Handling
Filmen baserar sig på Antti Tuuris roman "Elämä isänmaalle" och handlar om jordbruksrådet Pentti Perttulis upplevelser, samt Antti Tuuris och den 14:e divisionens historik. Peter Franzén innehar huvudrollen som löjtnant Eero Perkola och hans fru Irina Björklund spelar Perkolas kärlek, lottan Kaarina Vainikainen.
Filmen refererar till flera händelser som utspelade sig under den 14:e divisionens anfall i Vita Karelen.

## Om filmen
Filmen vann sju Jussistatyetter år 2000: bästa film, bäst regi, bäst filmatisering, bäst beskärning, bäst scenografi, bäst ljudplanering och bäst musik.

## Rollista (urval)
- Irina Björklund – Kaarina Vainikainen
- Peter Franzén – Eero Perkola
- Kari Heiskanen – Jussi Lukkari
- Taisto Reimaluoto – Unto Saarinen